# Desloge (Misuri)
Desloge es una ciudad ubicada en el condado de St. Francois en el estado estadounidense de Misuri. En el Censo de 2010 tenía una población de 5054 habitantes y una densidad poblacional de 672,42 personas por km².

## Geografía
Desloge se encuentra ubicada en las coordenadas 37°52′30″N 90°31′9″O / 37.87500, -90.51917. Según la Oficina del Censo de los Estados Unidos, Desloge tiene una superficie total de 7.52 km², de la cual 7.52 km² corresponden a tierra firme y (0%) 0 km² es agua.

## Demografía
Según el censo de 2010, había 5054 personas residiendo en Desloge. La densidad de población era de 672,42 hab./km². De los 5054 habitantes, Desloge estaba compuesto por el 97.37% blancos, el 0.77% eran afroamericanos, el 0.24% eran amerindios, el 0.16% eran asiáticos, el 0% eran isleños del Pacífico, el 0.06% eran de otras razas y el 1.4% pertenecían a dos o más razas. Del total de la población el 1.09% eran hispanos o latinos de cualquier raza.